# Freddy Bourgeois
Freddy Bourgeois (Revin, 23 de Fevereiro, 1977) é um futebolista da França.